# Tortue asiatique géante des marais
Heosemys grandis
Espèce
Synonymes
- Geoemyda grandis Gray, 1860

Statut de conservation UICN

 VU A1d+2cd : Vulnérable
Statut CITES
Heosemys grandis, la Tortue asiatique géante des marais[réf. nécessaire] ou Héosémyde géante, est une espèce de tortues de la famille des Geoemydidae. Son gigantisme est à relativiser car il existe des tortues bien plus grandes qu'elle. On la surnomme aussi tortue des temples car elle est souvent élevée à l'intérieur des temples bouddhistes dans des petits bassins,.

## Répartition et habitat
Cette espèce se rencontre en Malaisie péninsulaire, en Thaïlande, en Birmanie, au Cambodge, au Laos et au Viêt Nam.
Elle vit dans ou à proximité des cours d'eau et plans d'eau, en eaux peu profondes, en particulier dans les rizières. 

## Description

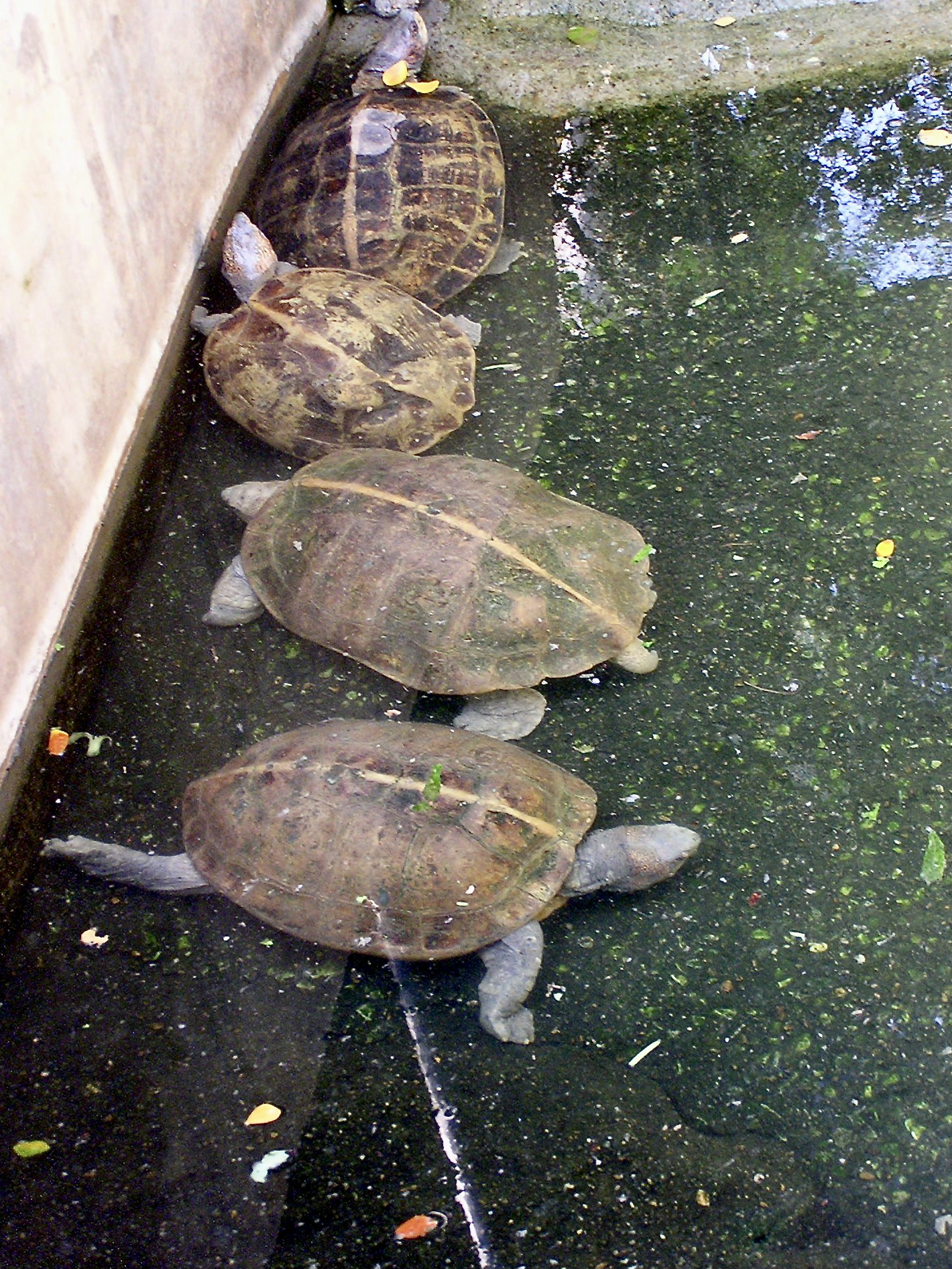
Tortues des temples, zoo de Dusit, Bangkok, Thaïlande

L'Héosémyde géante mesure de 40 à 50 cm de long et pèse jusqu'à 12 kg.

Jeune et adulte
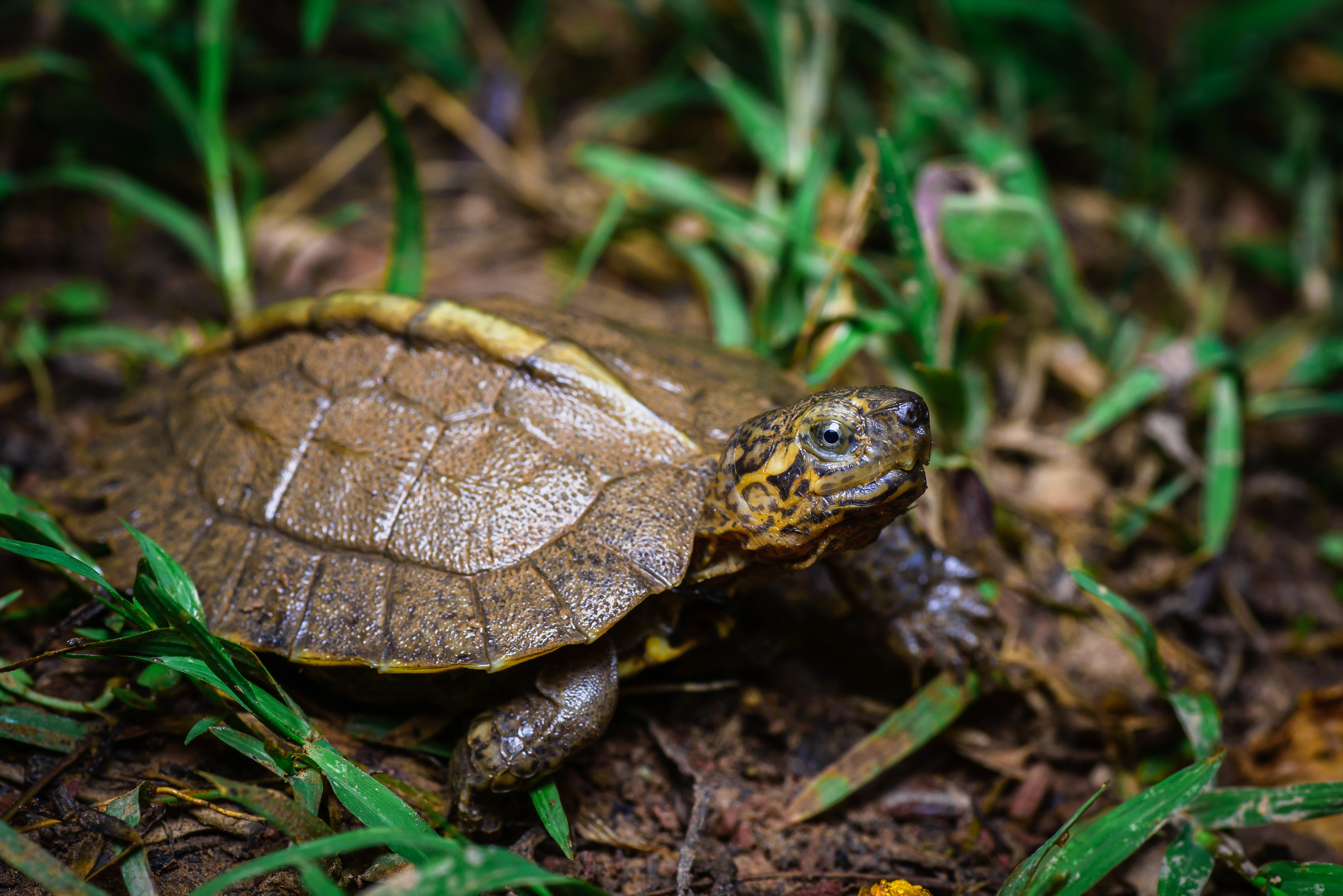
Jeune, province de Phetburi, Thaïlande
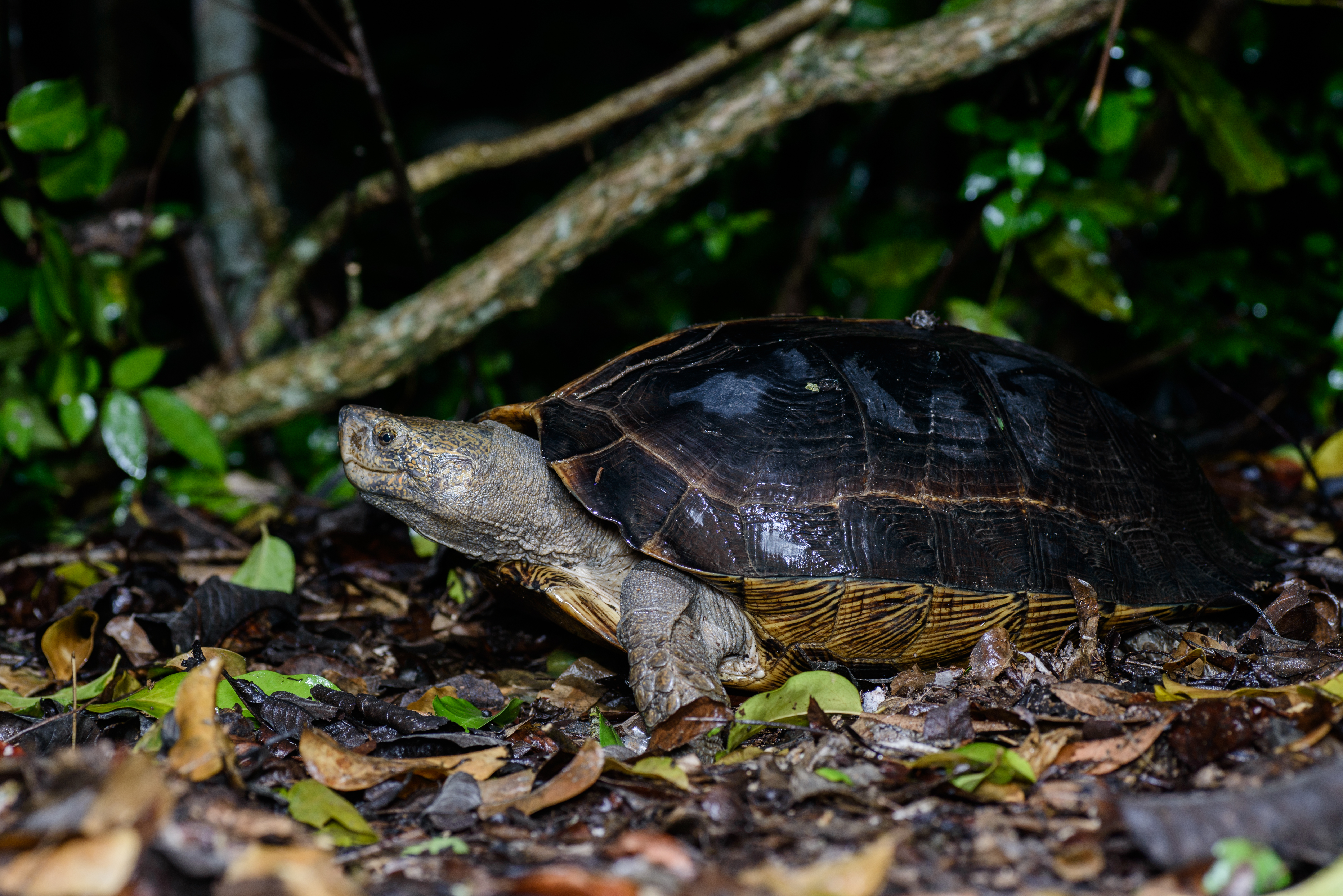
Adulte, parc national de Kaeng Krachan, Thaïlande

Sa tête est orange pâle marbrée vermiculée de noir et sa mâchoire supérieure est fendue par une encoche.

Carapace et plastron
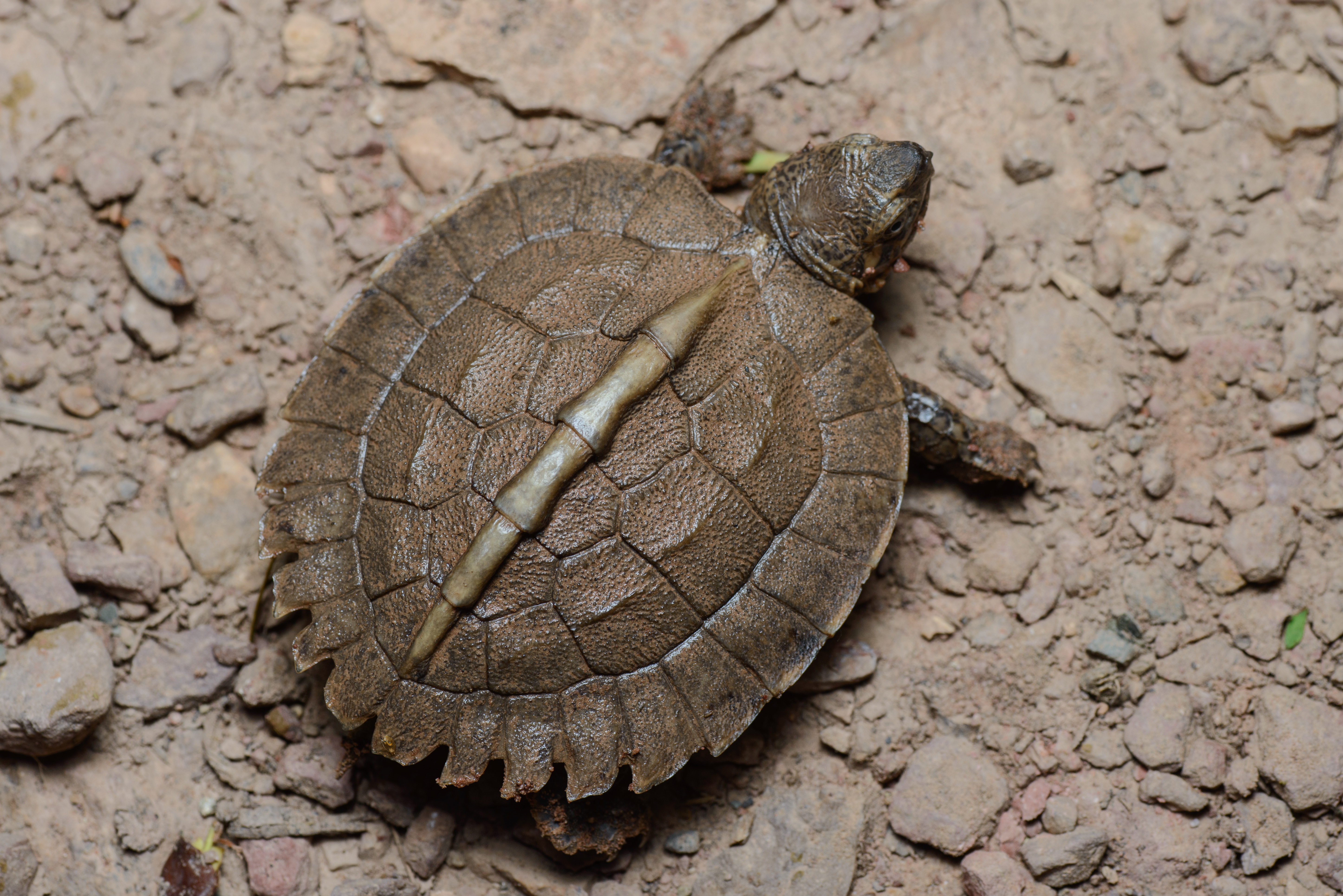
Carapace d'un jeune
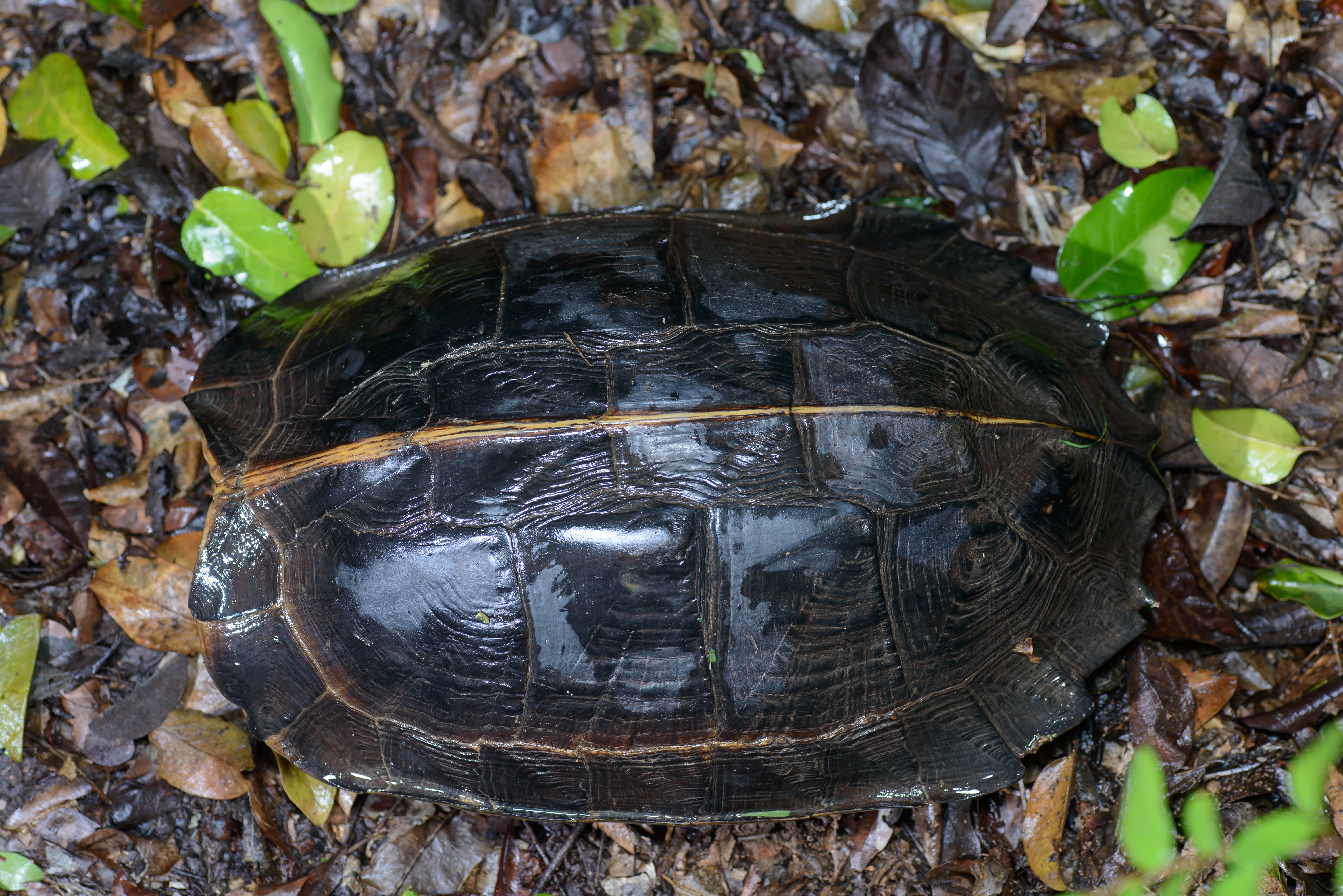
Carapace d'un adulte
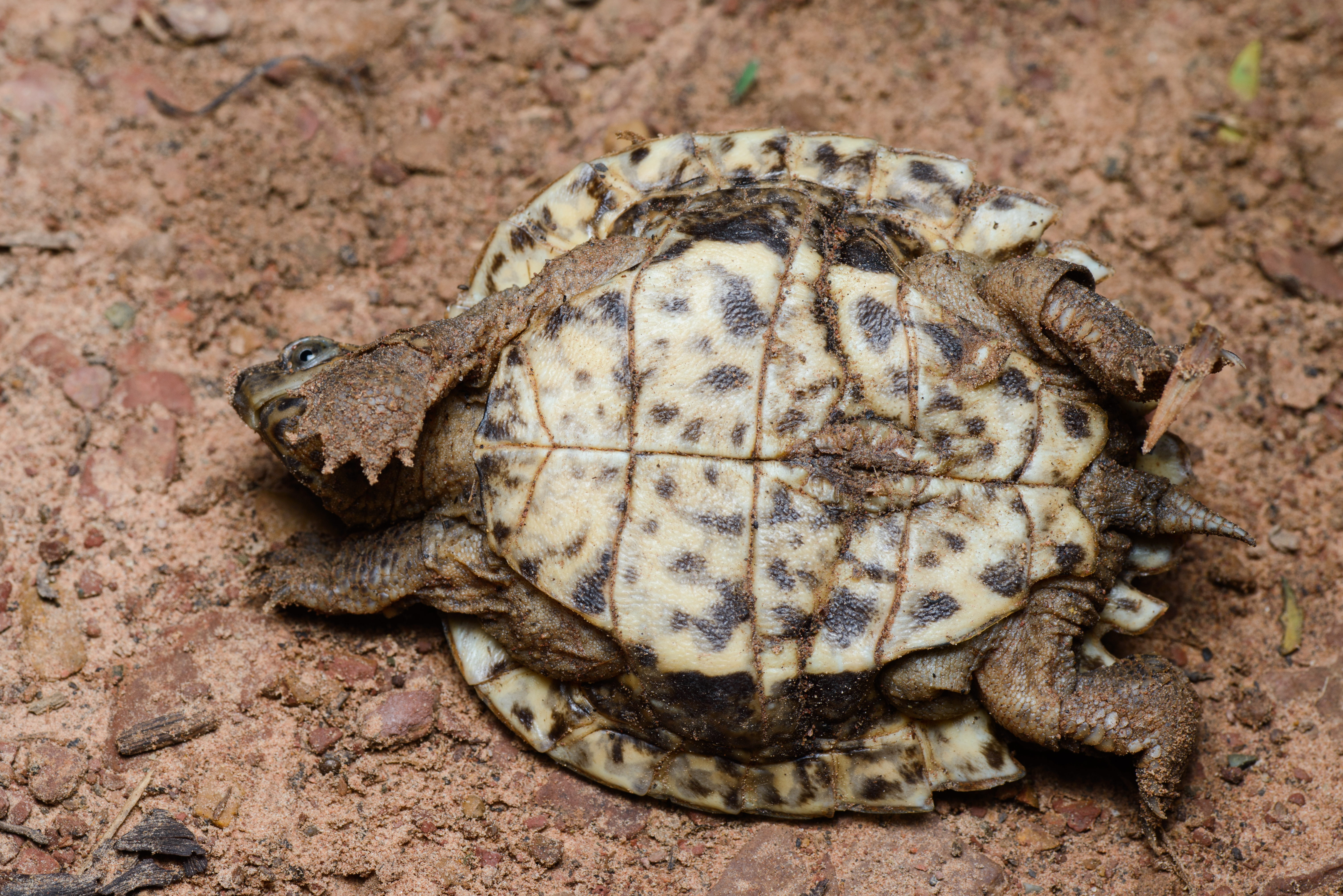
Plastron d'un jeune
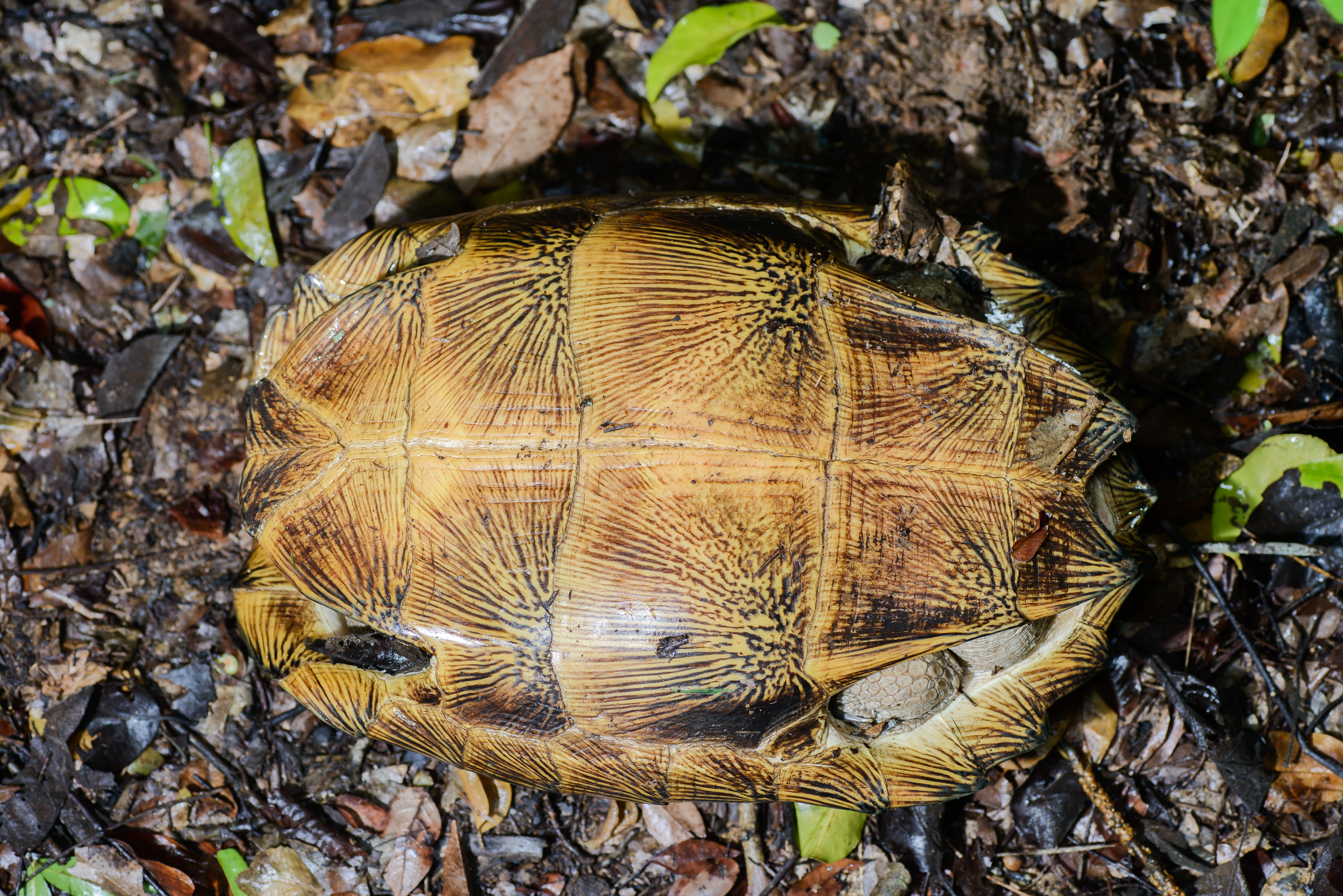
Plastron d'un adulte

Sa carapace est brun foncé ou noire avec le bord arrière denté ; son plastron est jaune avec des rayures noires rayonnantes sur chaque plaque.
Ses pattes sont palmées avec de fortes griffes.
C'est une tortue semi-aquatique, passant beaucoup de temps à terre pour se chauffer au soleil ou se cachant dans la végétation buissonnante. Elle est omnivore, se nourrissant de fruits, de végétaux et de petits animaux.

## Menaces
La tortue des temples, comme la plupart des tortues, est capturée en masse puis vendue pour sa chair très appréciée ou comme animal de compagnie.

## Publication originale
- Gray, 1860 : On some new species of mammalia and tortoises from Cambojia. Annals and Magazine of Natural History, ser. 3, vol. 6, p. 217-218 (texte intégral).